# 位格的結合

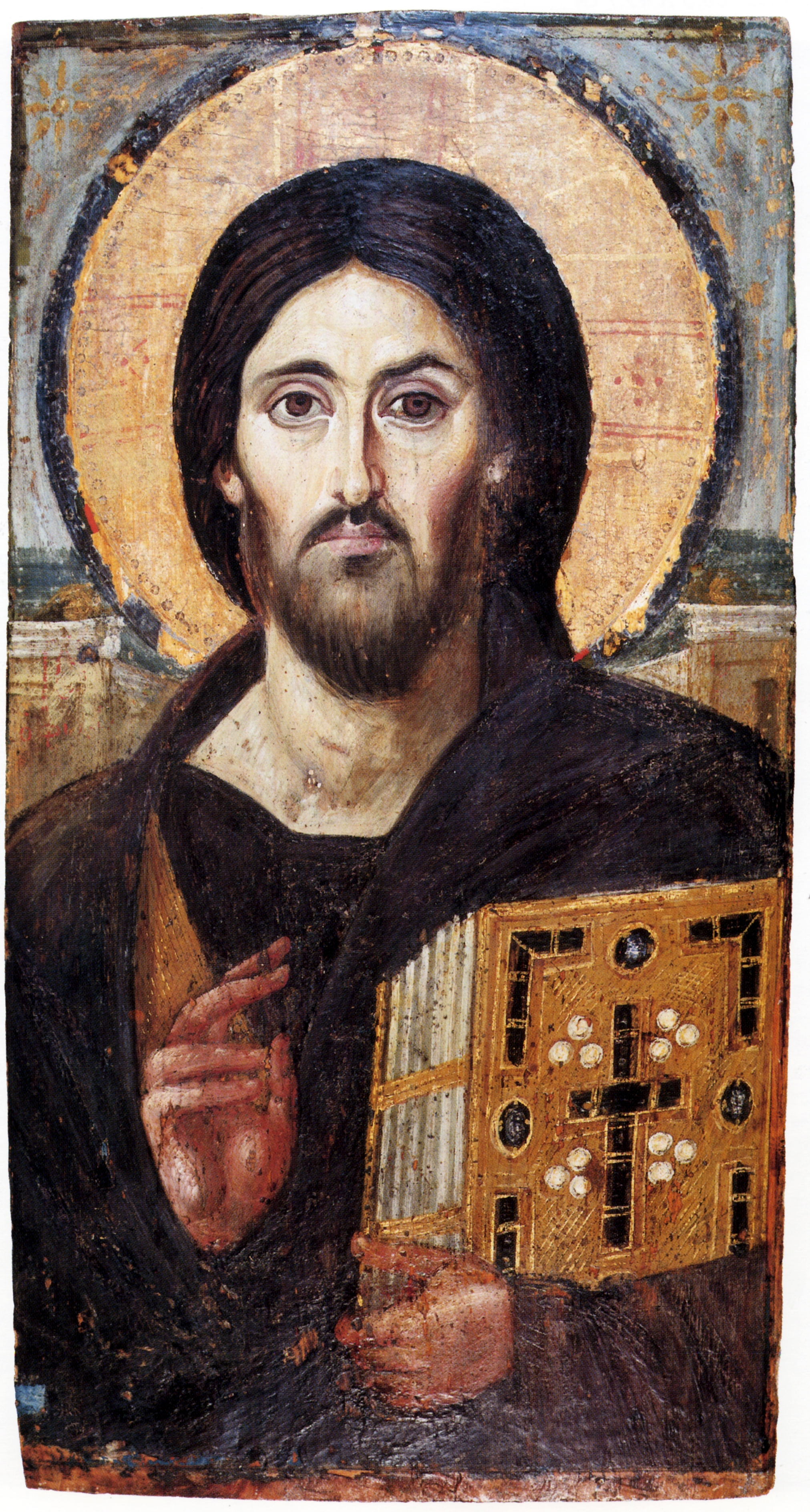
知られている限り最も古いイコンである『全能者ハリストス（キリスト）』―聖カタリナ修道院。神性と人性という二つの異なる実体の両方を強調するのが「両性論」である。

位格的結合 (古希: ένωσις καθ ὑπόστασιν, 英: Hypostatic Union, ヒュポスタシス, 沈殿物, 創設, 実体, あるいは 自立存在)は、主流派のキリスト論において、一つのヒュポスタシス(あるいは実体、位格)に即してキリストの神性と人性が合一されることを指すのに使われる、キリスト教神学の術語。
エフェソス公会議でこの教義が認められるとともにその重要性が確認され、キリストの人性と神性はロゴスにおいて本性とヒュポスタシス(実体、位格)に即して合一すると述べられた。

## 「ヒュポスタシス」の用法
「ヒュポスタシス」は4世紀後半から5世紀にかけてのキリスト論の議論より以前からすでに専門用語として使われていた。キリスト教以前にギリシア哲学、中でも主にストア派がこの言葉を使っていた。「ヒュポスタシス」は新約聖書(特にHebrews 1:3)の中でも何度か使われており、それによって後の時代のこの語の専門用語としての理解がもたらされた。この語は語義的には「実体・本質」を意味するが、このことがかなりの混乱を引き起こした。例えば、アレクサンドリアのキュリロスはヒュポスタシスを(父や子、聖霊のような)個体、個別者の意味で使っているのに対して、キュリロスの論争相手だったキュロスのテオドレトスはヒュポスタシスを(神性や人性のような)ウーシア（本質）の意味で使っている。そのため今日ではこの語はしばしば「位格」と訳される。これは実際的・具体的な自立存在を指し、プラトンのイデアのような抽象的なカテゴリと対比される。
第1ニカイア公会議では父と子が同一本質であり、ともに不生不滅であると宣言された。この信条がニカイア信条と呼ばれている。

## 歴史を通じて
Template:キリスト論
ラオディケイアのアポリナリオスが初めてヒュポスタシスの語を使って受肉を理解しようとした。アポリナリオスはキリストの神性と人性の結合を一つの本性に一つの実体―一つのヒュポスタシス―を持つものとして表した。
ネストリオス派の モプスエスティアのテオドロスは別方向に進み、キリストにおいては二つの本性(神性と人性)、二つのヒュポスタシス(「実体」つまり「位格」の意味で)が共存すると主張した。
カルケドン信条ではテオドロスに同意して受肉における二つの本性の存在が認められた。しかし、カルケドン公会議では三位一体の定義に用いられるときと同様の用法でヒュポスタシスの語が用いることが主張された。つまり、ヒュポスタシスを位格の意味で使い、アポリナリオスの使ったような本性という意味では使わないことが主張された。
そのため、カルケドン公会議では、キリストにおいて二つの本性が存すること、二つの本性がそれぞれの特性を保持していること、唯一の位格、唯一の自立存在(εἰς ἓν πρόσωπον καὶ μίαν ὑπόστασιν, eis hèn prósōpon kaì mían hypóstasin)において合一すること、が宣言された。
この合一の精確な本性は人間の限定的な理解を受け付けず、位格的結合は「神秘的な合一」と呼ばれることもある。アレクサンドリアのキュリロスは「名状し難く、理解を超えたかたちで合一した」と表現している。
カルケドン信条を否定している東方諸教会は、受肉した子は一つの本性のみを有するという定義を採用しているという特徴を持つため単性論として知られている。カルケドン信条の「二つの本性において」という明文化(少なくとも部分的にはColossians 2:9に基づいている)はネストリオスはキリスト論に由来・類似している。これに対して、東方諸教会はエウテュケス派単性論に近づく傾向にあるとカルケドン派にはみなされている。しかし、東方諸教会は、決してエウテュケスの教説を信じていないこと、キリストの人性はそれ自体として変化しないと常に主張してきたこと、そのため自分たちの教説をキリスト論に関するキュリロスの言葉("μία φύσις τοῦ θεοῦ λόγου σεσαρκωμένη", "mía phýsis toû theoû lógou sesarkōménē")に由来して一性論(もしくは合性論)と呼ぶことを好んでいることを近年のエキュメニカルな対話において明言している
近年では東方正教会と東方諸教会の指導者たちが再合同のための活動において共同声明に署名している。